# Jacqueline Kennedy Onassis
Jacqueline Lee Kennedy Onassis, detta Jackie (Jackie O), nata Bouvier (Southampton, 28 luglio 1929 – New York, 19 maggio 1994), è stata una first lady statunitense.
Fu la moglie di John Fitzgerald Kennedy, 35º presidente degli Stati Uniti d'America, first lady degli USA dal 20 gennaio 1961 al 22 novembre 1963, data dell'assassinio del marito. Nel 1968 sposò l'armatore greco Aristotele Onassis.

## Biografia

### Genealogia
Dal lato paterno, Jacqueline discendeva da Michel Bouvier (1792-1874), appartenente ai Van Salees, una stirpe di mercanti di origine francese, olandese, inglese che si era stabilita a New Amsterdam (il primo nome con il quale era nota New York) nel XVIII secolo. Dal lato materno aveva ascendenze irlandesi.

### Primi anni
Jacqueline Lee Bouvier nacque in una famiglia dell'alta società newyorkese, come primogenita di John "Jack" Vernou Bouvier III (1891 - 1957), un broker di borsa di origine francese, e di Janet Norton Lee (1906 - 1989), figlia di un direttore di banca. Jacqueline ebbe una sorella più giovane, Caroline Lee (nota come Lee Radziwill) nata il 3 marzo 1933 e deceduta il 27 giugno 2019.
I suoi genitori divorziarono nel 1940 e la madre si risposò nel 1942 con l'erede della Standard Oil, Hugh Dudley Auchincloss, Jr. da cui ebbe altri due figli: Janet Jennings Auchincloss e James Lee Auchincloss.
Jacqueline trascorse le vacanze estive dei primi anni della sua vita nella tenuta dei nonni paterni a East Hampton, dove ebbe modo di praticare l'equitazione divenendo un'esperta cavallerizza e vincendo numerosi trofei e medaglie. Questo è un costume molto diffuso tra le famiglie di buona condizione sociale degli Stati Uniti. Jacqueline era molto legata a suo padre, per questo soffrì molto quando questi cadde vittima dell'alcolismo. Coltivò numerosi interessi quali la lettura, la poesia, la fotografia e la pittura.
Jacqueline frequentò la Miss Porter's School dal 1944 al 1947, poi il Vassar College dal 1947 al 1948 (dove venne anche nominata "debuttante dell'anno" nella stagione 1947-48) e i cui insegnanti la resero capace di un profondo attaccamento alla vita; infine, frequentò la George Washington University, dove ottenne la laurea in belle arti nel 1951.
Nel 1949 si recò a Parigi per un soggiorno di studio alla Sorbona, dove rimase affascinata dalla Francia e dalla sua cultura, sviluppando un senso del gusto e dell'eleganza che si sarebbe manifestato successivamente in molti aspetti della sua vita. Parlava correntemente italiano, francese e spagnolo, qualità che sfruttò nella campagna presidenziale del marito registrando discorsi per gli immigrati.
Come primo lavoro, The Washington Times le affidò una serie di inchieste fotografiche da realizzare intervistando personaggi noti nella capitale statunitense. Grazie a questo incarico divenne conosciuta negli ambienti politici di Washington, ed ebbe modo di incontrare il suo futuro marito John Fitzgerald Kennedy, allora giovane congressista del Massachusetts.

### Primo matrimonio

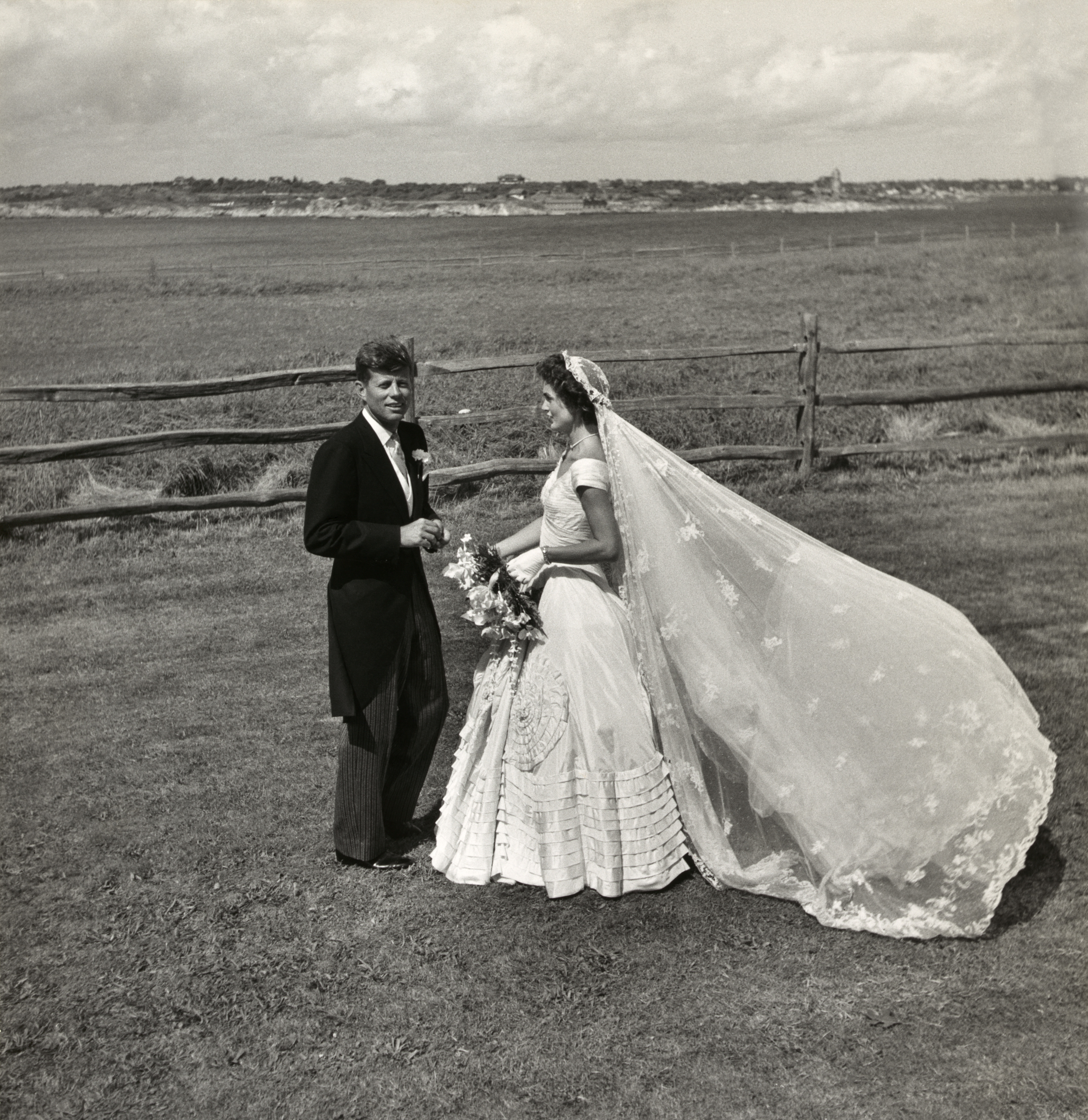
Jackie Bouvier e John F. Kennedy il giorno del loro matrimonio, tenutosi a Newport, nel Rhode Island

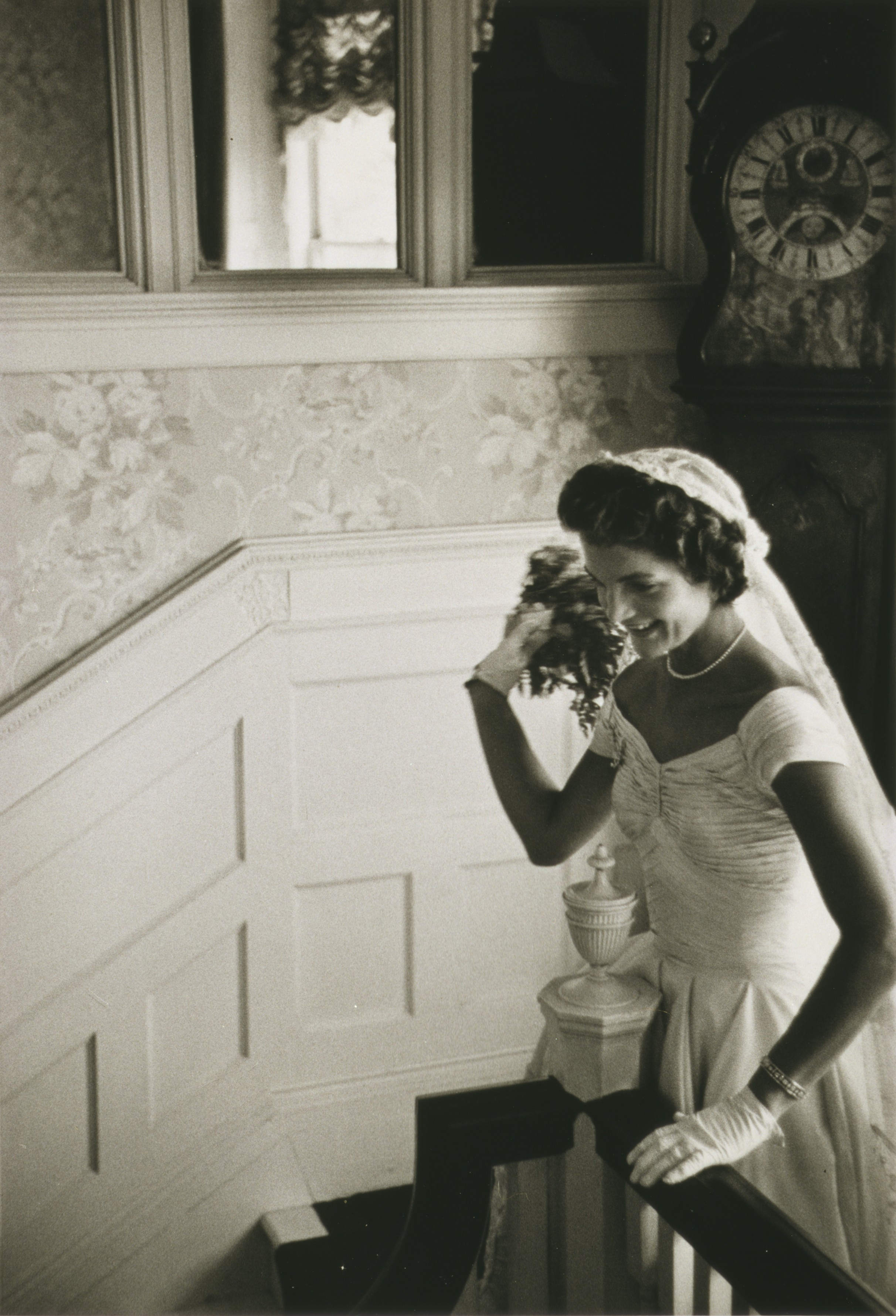
Il lancio del bouquet al suo matrimonio con Kennedy, nel 1953

Dopo un effimero fidanzamento col broker di borsa John Husted Jr., il 12 settembre 1953 Jacqueline sposò Kennedy, quando era senatore e astro nascente del Partito Democratico. La cerimonia si svolse a Newport, Rhode Island, celebrata dall'arcivescovo di Boston Richard James Cushing e seguita da un sontuoso ricevimento per 2000 invitati. La coppia ebbe quattro figli:
- Arabella Kennedy (nata morta, 1956);
- Caroline Bouvier Kennedy (1957). Sposata nel 1986 con Edwin Arthur Schlossberg, ha avuto tre figli: Rose (1988), Tatiana (1990) e John (1993);
- John Fitzgerald Kennedy Jr., erroneamente detto John-John (1960-1999). Il nomignolo "John-John" deriva da un malinteso del reporter che non aveva capito che Kennedy stava chiamando, ripetendo il nome "John" due volte in rapida successione, suo figlio;
- Patrick Bouvier Kennedy (nato e morto a due giorni di distanza nell'agosto 1963 a causa di una malformazione polmonare).

La coppia passò i primi due anni di vita coniugale a Georgetown, District of Columbia. Fu un periodo caratterizzato da diversi problemi di salute del marito, dovuti a traumi vertebrali riportati in guerra, a seguito dei quali dovette sottoporsi a due interventi chirurgici e passare lunghi periodi di convalescenza.
Jacqueline ebbe un'ammirazione, ricambiata, per suo suocero (che ne riconobbe il grande potenziale come moglie di un politico) e fu vicina anche a suo cognato Robert, detto Bobby. A differenza però dei membri della famiglia Kennedy, appassionati di sport e di competizioni, Jackie predilesse uno stile di vita più tranquillo e riservato.

### First lady

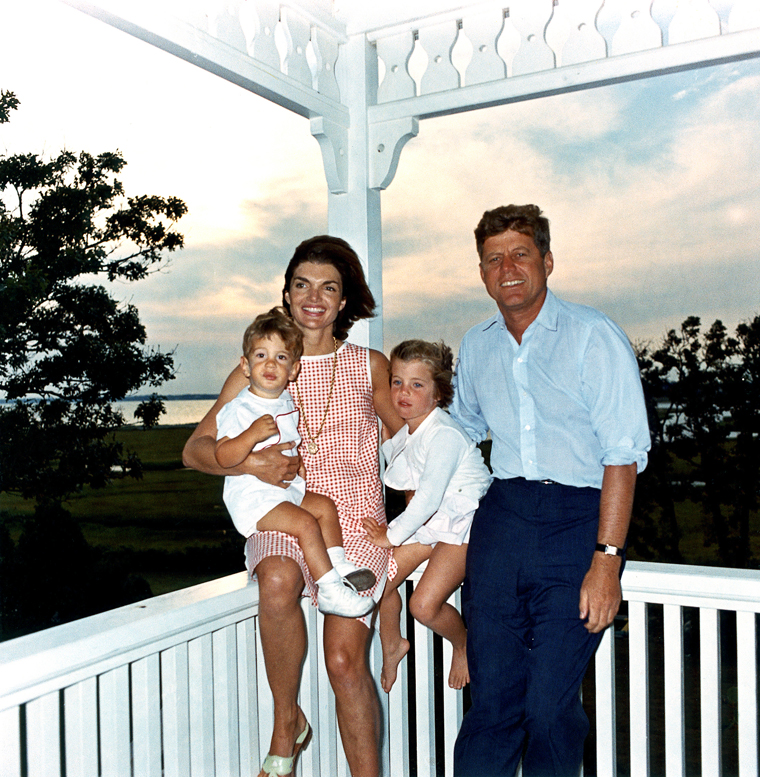
La famiglia Kennedy nel 1962

All'inizio della campagna per le elezioni presidenziali del 1960, Jacqueline cominciò ad affiancare costantemente suo marito attraverso tutti gli Stati Uniti; la sua seconda gravidanza le impedì tuttavia di portare a termine l'impegno per un preciso divieto dei medici dovuto all'esito sfavorevole della prima.
Nel voto dell'8 novembre 1960 Kennedy sconfisse di misura Richard Nixon, divenendo il 35º presidente degli Stati Uniti d'America: Jackie Kennedy divenne una delle più giovani first lady della storia.
Come First lady (titolo che non gradiva in quanto le sembrava il nome di un cavallo), Jacqueline Kennedy si trovò a condurre una vita sotto i riflettori, ma tentò sempre di educare i figli al riparo dall'occhio dei media. La sua predilezione per l'alta moda e la scelta di piatti francesi per i menù dei ricevimenti alla Casa Bianca le procurò critiche da parte dei commentatori più sciovinisti, ma ciò non impedì di farla assurgere, grazie al suo spiccato buon gusto e alla raffinatezza degli abiti creati per lei dallo stilista Oleg Cassini, a icona riconosciuta dell'eleganza occidentale.
La sua riconosciuta abilità sociale ebbe effetti positivi sulle relazioni internazionali statunitensi. È rimasto leggendario il suo savoir faire con il generale de Gaulle a Parigi e con il leader sovietico Nikita Kruscev, che rimase da lei affascinato nel corso del summit di Vienna, evento che pure fu un insuccesso politico di suo marito John.
La sua sensibilità artistica e storica le permise anche di occuparsi personalmente degli interni della Casa Bianca, ripristinando gli arredi originali e curandone l'allestimento; per l'occasione, il 14 febbraio 1962 Jackie Kennedy effettuò una celebre visita guidata alla Casa Bianca che fu trasmessa dalla televisione.
La coppia presidenziale si distinse in prima linea per il coinvolgimento in eventi sociali e culturali. Il loro interesse per l'arte, la musica e la cultura rivoluzionò anche lo svolgimento dei ricevimenti ufficiali, in quanto Jackie e John vollero circondarsi di artisti, celebrità e premi Nobel, che parteciparono ai pranzi e alle cerimonie, mescolandosi alle autorità politiche.

### L'assassinio di Kennedy

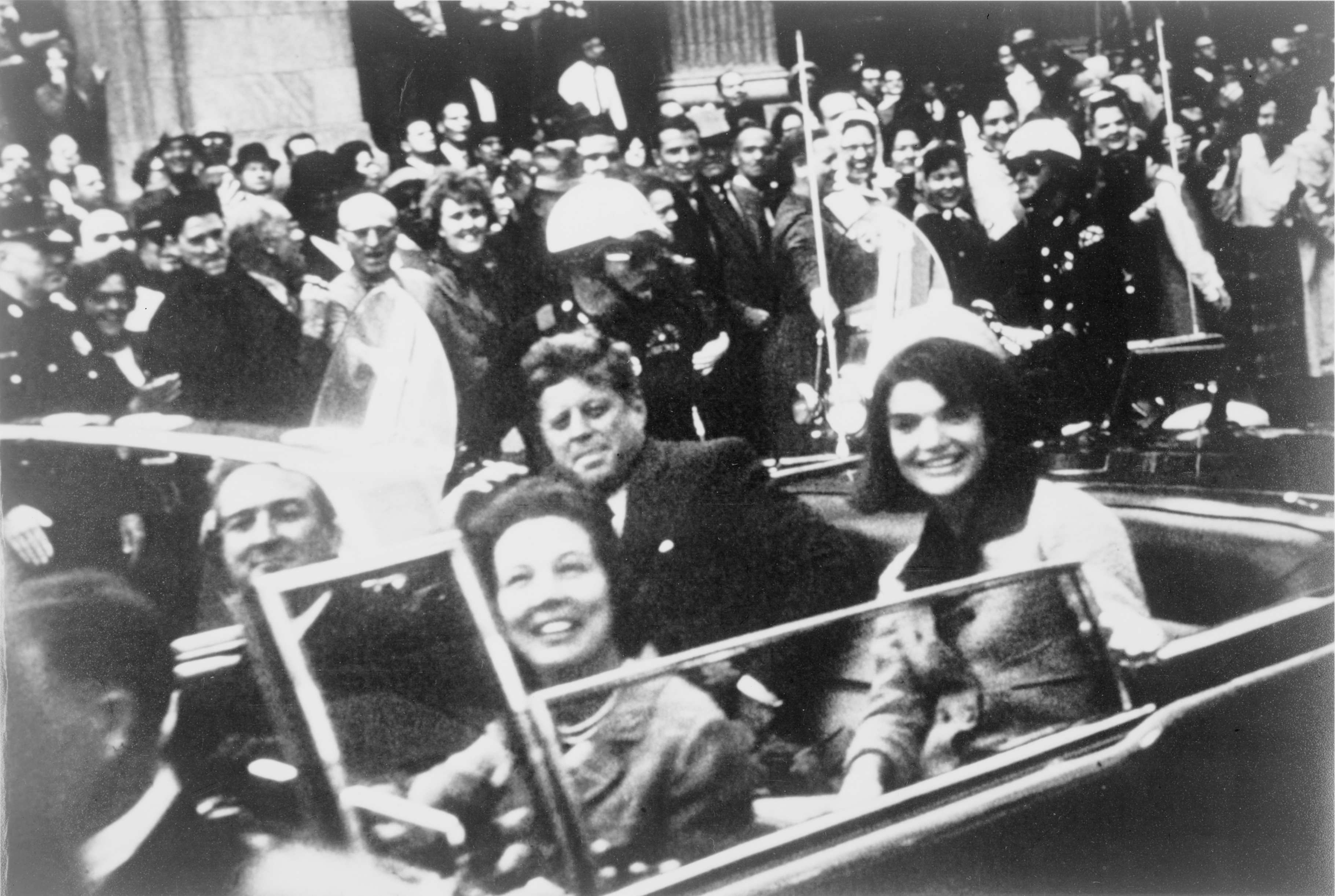
Jackie Kennedy pochi istanti prima dell'assassinio del marito

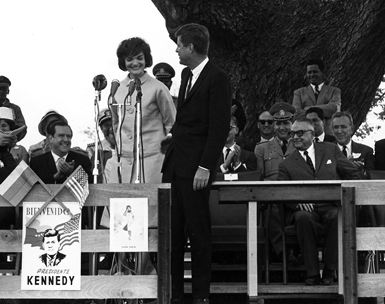
Il presidente John F. Kennedy e Jackie a La Morita, Barinas, durante la prima visita ufficiale di un presidente degli USA nel Venezuela nel dicembre del 1961

Il 21 novembre 1963 Jacqueline e John lasciarono la base aerea militare di Andrews, prima si fermarono a San Antonio, e poi andarono a Houston per una visita alla NASA. La loro ultima fermata quel giorno fu a Fort Worth. Il giorno successivo i due volarono all'aeroporto di Dallas-Love. Un breve tragitto in auto doveva portarli al Trademart dove era previsto che il presidente tenesse un discorso. Jackie era seduta nella berlina presidenziale accanto a suo marito quando questo fu colpito e ferito mortalmente alla testa nella Dealey Plaza a Dallas.
Il vicepresidente Johnson e sua moglie seguivano su un'altra auto della sfilata. Dopo che il presidente fu colpito, Jacqueline abbracciò John dicendo «Ti amo tanto, Jack». Provvide a far convocare un sacerdote per fargli avere l'assoluzione e l'estrema unzione. Dopo la morte di suo marito rifiutò di rimuovere le macchie di sangue dal suo abbigliamento e protestò perché le avevano lavato il sangue dal volto e dalle mani e i frammenti di cervello dai capelli. Continuò a indossare il famoso vestito rosa con cui appare accanto a Lyndon B. Johnson durante il giuramento per la nomina del nuovo presidente. Jacqueline disse alla moglie del vicepresidente Johnson: «Voglio che vedano ciò che hanno fatto a John».
Il coraggio e il contegno dimostrato nei momenti successivi all'assassinio del marito le procurarono l'ammirazione dell'opinione pubblica. Jacqueline Kennedy, tenendo i figli per mano, seguì a piedi il feretro del marito dalla Casa Bianca alla cattedrale di St. Matthew e accese la fiamma eterna sulla sua tomba nel cimitero nazionale di Arlington. Il London Evening Standard scrisse: «Jacqueline Kennedy ha dato al popolo americano una cosa che gli era sempre mancata: la maestà».
Per un anno dopo il funerale Jacqueline portò avanti il lutto, durante il quale non fece apparizioni pubbliche, decise di vendere la casa in Virginia, dove la coppia aveva progettato di trascorrere gli anni successivi all'incarico presidenziale, e acquistò un lussuoso appartamento nella Quinta Strada a New York per poter avere maggior riservatezza. Anche in seguito continuò a onorare la memoria del marito recandosi presso la sua tomba in numerose occasioni pubbliche e private e partecipando a eventi commemorativi. A Boston fece costruire la John F. Kennedy Library, che venne inaugurata nel 1979 da Jimmy Carter.

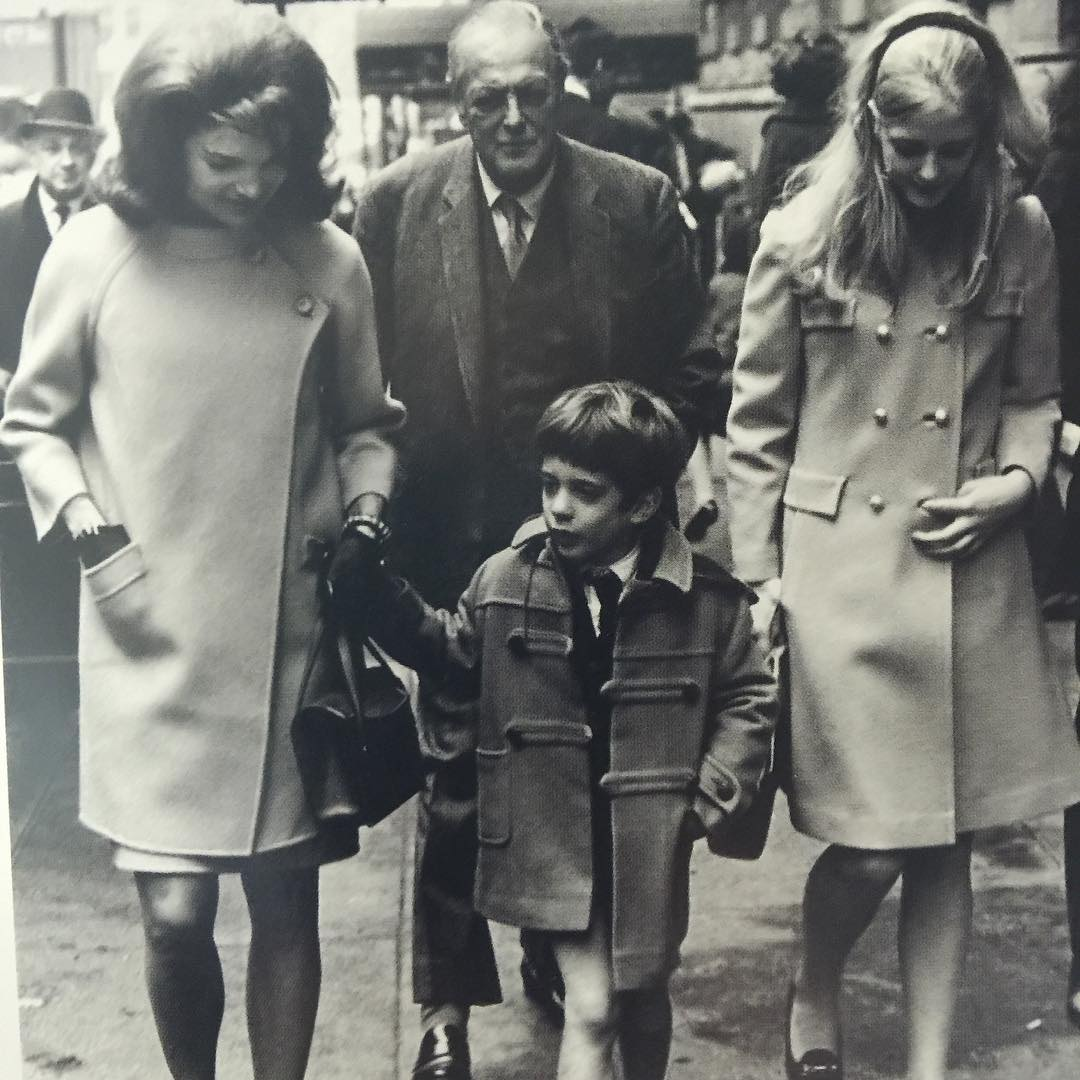
Jacqueline con Randolph Churchill, sua figlia Arabella Churchill e John Fitzgerald Jr., New York, 1966

### Il matrimonio con Onassis

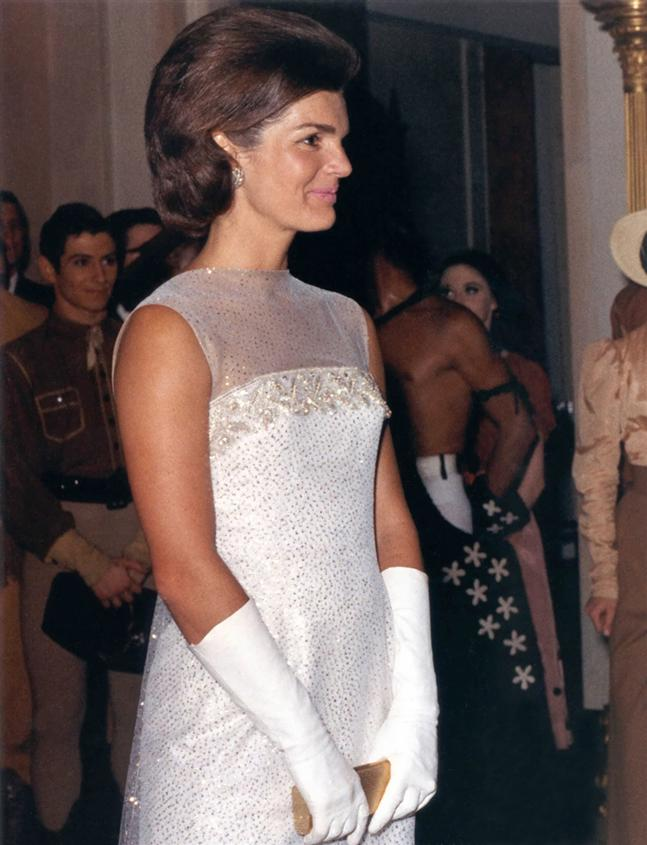
Jackie Kennedy nel 1962

Jacqueline fu molto vicina anche a suo cognato Robert nel corso della sua campagna presidenziale, dispensando consigli e comparendo in molte occasioni pubbliche, ma il 6 giugno 1968 anche Robert fu assassinato. Temendo che tutti i Kennedy potessero essere in qualche modo "nel mirino", Jacqueline decise di lasciare gli Stati Uniti e, dopo soli quattro mesi, il 20 ottobre 1968 sposò l'armatore greco Aristotele Onassis (che già conosceva da anni, conoscenza che aveva dato adito a voci di una loro eventuale, mai ammessa e mai provata, precedente relazione), il quale per lei aveva interrotto la lunga storia d'amore con la cantante lirica Maria Callas.
Col secondo matrimonio, celebrato con grande sfarzo nell'isola di Skorpios, Jacqueline perse la protezione dei servizi segreti americani, ma si legò a un uomo che aveva denaro e potere a sufficienza per garantirle l'incolumità e lo status sociale cui era abituata. La relazione coniugale era stata puntigliosamente regolata da un contratto pre-matrimoniale, stilato dagli studi legali di fiducia dei coniugi. Vi era previsto di tutto, dal numero minimo di fine settimana che i coniugi dovevano trascorrere insieme ogni anno, a quale percentuale del patrimonio del marito le sarebbe toccata a titolo di "alimenti", in caso di divorzio, commisurata al numero di anni che sarebbe durato il matrimonio. Si tratta d'una prassi molto diffusa nell'alta società americana.
Il matrimonio tra Jacqueline e l'armatore non funzionò apparentemente bene: la coppia raramente trascorse il proprio tempo insieme più di quanto garantito dal contratto e Jacqueline finì per dedicarsi ai viaggi e allo shopping. Nonostante Onassis si trovasse bene con i figliastri Caroline e John (il figlio Alexander diede al giovane John le prime lezioni di volo, e per ironia del destino entrambi sono morti in seguito a incidenti aerei), la figlia Christina Onassis non legò mai con Jacqueline.
Quando Onassis morì, il 15 marzo 1975, la vedova poteva essere titolare di una cospicua eredità, ma la legge greca imponeva un tetto alla somma che un cittadino straniero poteva ereditare, e la disputa apertasi fra lei e Christina finì col farle accettare una liquidazione definitiva di 26 milioni di dollari. Per sposare Onassis si era convertita alla Chiesa ortodossa greca: di conseguenza, in base al Codice di diritto canonico allora vigente, era incorsa in due scomuniche in quanto scismatica e in quanto concubina (Onassis era divorziato). Rimasta nuovamente vedova, si riconciliò con la Chiesa cattolica.

### Gli ultimi anni e la morte

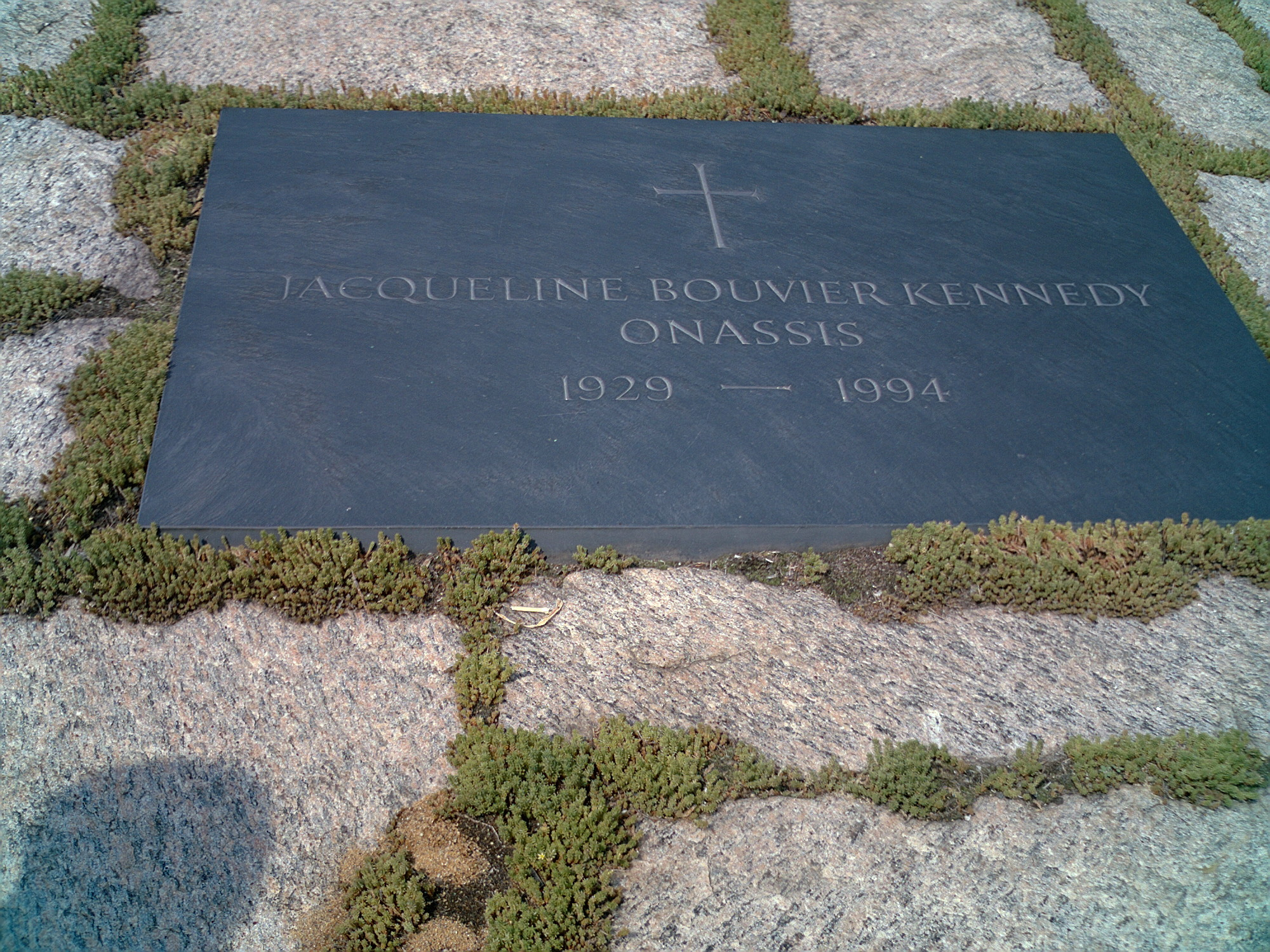
La tomba di Jacqueline Lee Bouvier all'Arlington National Cemetery

Negli ultimi anni della sua vita Jacqueline visse a New York, dove collaborò con alcune riviste come esperta di arte egizia, e a Martha's Vineyard con Maurice Tempelsman, un industriale e commerciante di diamanti di origine belga che sembra, ma non ci sono prove certe, abbia sposato in articulo mortis. Continuò a essere oggetto delle attenzioni dei media, come per la nota vicenda con il paparazzo Ron Galella, che la inseguì continuamente, nella sua vita privata, per immortalarla in scatti fotografici. Jacqueline denunciò Galella e, dopo il processo, il paparazzo fu obbligato a mantenere una distanza di 15 metri da lei.
Nel 1994 le fu diagnosticato un linfoma non Hodgkin che la condusse alla morte il 19 maggio dello stesso anno, all'età di 64 anni, nel suo appartamento sulla Fifth Avenue. Jacqueline Kennedy è sepolta a fianco del suo primo marito, John Fitzgerald Kennedy, nel cimitero nazionale della contea di Arlington. Al servizio funebre parteciparono la famiglia Kennedy, Bill Clinton, Hillary Clinton, Lady Bird Johnson, Daryl Hannah, Arnold Schwarzenegger e Maurice Tempelsman.

## Nella cultura di massa
- Nel 1971 il fotografo Settimio Garritano, con un tranello (fingendosi giardiniere) ebbe accesso all'isola di Skorpios, di proprietà privata di Onassis, e riuscì a scattarle di nascosto una serie di foto in cui prendeva il sole in topless e passeggiava nuda. L'anno successivo alcune delle foto, facendo scalpore, vennero pubblicate sui periodici Playmen e Hustler.
- Alla sua vita è ispirata la miniserie televisiva del 1991 Jackie, nella quale è impersonata da Roma Downey.
- Nel 1995 il compositore statunitense Michael Daugherty ha composto un'opera lirica, Jackie O, che tratta alcune fasi della sua vita.
- Tori Amos le ha dedicato nel 1998 una canzone.
- Nel 2013 il cantante svedese Ola Svensson ha composto una canzone in suo nome.
- La sua vita ha ispirato il film Jackie, girato nel 2016, in cui è interpretata da Natalie Portman.
- Nel video National Anthem, la cantante Lana Del Rey interpreta le due facce della medaglia dell'America degli anni '60: Marilyn Monroe e Jacqueline Kennedy. Gran parte del video ricrea episodi di vita quotidiana della first lady e di suo marito, compreso l'attentato ai danni di quest'ultimo.
- Nei cartoon I Simpson il cognome da nubile di Marge Simpson è volutamente lo stesso di quello da ragazza di Jackie. Sua madre è sua omonima.